# Einari Wehmas
Aarne Einari Wehmas, född 27 november 1898 i Vesilax, död 8 juni 1955 på Kanarieöarna, var en finländsk målare.
Wehmas fick sin utbildning vid Åbo ritskola samt i Berlin och Paris. Under sina studieår i Paris, bland annat i André Lhotes skola, övergick han från ungdomsårens expressionism till en lugnare, kubisticerande stil. Han använde gärna urbana motiv som han livade upp med koloristiska ljus- och skuggeffekter. Som medlem av Pro Arte-gruppen var han med om att lägga grunden till den så kallade Åbomodernismen.
Han gifte sig 1944 med författaren Elina Vaara.